# Raphaël Six
Raphaël Michel (Rafaël) Six (Vlamertinge, 12 september 1894 - Ieper, 6 oktober 1971) was oorlogsburgemeester van het Belgische Vlamertinge tijdens de Tweede Wereldoorlog.

## Jeugd
Six was een zoon van Cyriel Six (1855-1913) en Marie-Louise Parret (1854-1941). Hij had drie broers en een zus. Een van zijn broers was Joris Six, scheutist, titulair bisschop van Baliana en apostolisch vicaris van Leopoldstad.

## Eerste Wereldoorlog
Een jaar na het overlijden van zijn vader werd Six, op 20-jarige leeftijd, opgeroepen om te vechten aan het front. Daar vocht hij als mitrailleur. In deze periode werd Six’ ouderlijk huis (te Vlamertinge) volledig vernietigd.

## Interbellum
Na de oorlog vestigde hij zich als handelaar in zijn dorp. In deze periode blijft Six zich inzetten voor de oud-strijders. In 1919 richtte hij de Vlaamse oud-strijdersbond (VOS) afdeling Vlamertinge op waarvan hij voorzitter was. In 1923 nam hij als soldaat deel aan de Ruhrbezetting. Op 2 november 1924 onthulde hij in het dorpscentrum van Vlamertinge een gedenkzuil op voor de militaire doden die vielen tijdens de Eerste Wereldoorlog. In 1925 trouwde hij met Esther Verbeke.
Six was gemeenteraadslid te Vlamertinge van 1921 tot 1940 (voor de Frontpartij, later: VNV), schepen van Vlamertinge van 1927 tot 1933 en van 1939 tot 1940. Hij was ook lid van de provincieraad van 1929 tot 1944 voor het district Ieper.

## Tweede Wereldoorlog
Omdat burgemeester Florentin Bouton getroffen werd door de door de Duitsers opgelegde leeftijdsgrens, werd Six op 29 april 1941 tot oorlogsburgemeester benoemd. Hij was in die functie actief in het werven van leden voor Nieuwe Ordegezinde organisaties, meer bepaald voor het Oostfront, voor de Nationalsozialistisches Kraftfahrkorps (NSKK) en voor de Vlaamse Wacht. Zelf werd hij lid van de Dietsche Militie - Zwarte Brigade en onderhield contacten met leden van deze militie. Hij had tevens contact met de Kriegs Kommandantur (KK) in Roeselare, waar men zijn naam na de oorlog vond op een lijst van Sammlern, leveranciers van informatie. Men stelde vast dat Six informatie had doorgegeven over inwoners van zijn gemeente die tegenstand ten overstaan van de Nieuwe Orde vertoonden. Dit werd hem na de oorlog aangewreven. Six werd echter nooit in zijn leven veroordeeld voor verklikking. Er is namelijk gebleken dat hij werd aangezet door leden van de Dietsche Militie - Zwarte Brigade om informatie aan deze Kriegs Kommandantur te geven. In de oorlog heeft Six zelf nooit met Duitse bezettingsofficieren onderhandeld.
Tijdens het burgemeestersambt van Six waren de schepenen van Vlamertinge:
- Marcel Vandenbulcke (Vandenbulcke is tevens nooit veroordeeld voor collaboratie en bleef zijn ambt als senator na de oorlog behouden.)
- Emiel Steelandt

Op 6 september 1944 werd Vlamertinge bevrijd door een Poolse pantserdivisie. Het uur van de vergelding was aangebroken, hoewel het er in dit kleine dorp bezadigder aan toe ging dan in grotere gemeenten. Geruchten deden de ronde dat men huizen van Duitsgezinde inwoners in brand zou steken. Om de veiligheid van de betrokken burgers (onder wie Rafaël Six) te garanderen, besliste gemeentesecretaris Omer Lignel ze te verzoeken zich vrijwillig naar het gemeentehuis van Vlamertinge te begeven. De volgende dag werden vele huizen van vermoedelijke Duitsgezinden gevandaliseerd (ook het huis van Marcel Vandenbulcke). Rond 18:30 uur werd Rafaël Six samen met andere verdachten naar Ieper geleid door leden van het Verzet.

## Na de bevrijding
Six werd gearresteerd in september 1944. Vanaf de bevrijding werd zijn waarnemend burgemeesterschap opgeheven en nam Florentin Bouton onmiddellijk het ambt weer op dat hem, volgens de Belgische wetgeving, wederrechtelijk was ontnomen. Als provincieraadslid werd Six op 27 december 1944 geschorst, en door het Regentsbesluit van 10 februari 1945 vervallen verklaard.

### Proces en vonnis
Op zijn proces werd Six een advocaat geboden. Hij weigerde deze en besliste om zichzelf te verdedigen voor de rechtbank.
Six werd voor volgende twee zaken veroordeeld:
- “Met een kwaad opzet ‘s vijands politiek of plannen in de hand te hebben gewerkt te Vlamertinge (...) of elders in België tussen 10 mei 1940 en 29 januari 1943.”[6]
- “wetens, ‘s vijands politiek of oogmerkend te hebben gediend en wetens een propaganda te hebben gericht tegen den weerstand tegen den vijand of diens bondgenoten te Vlamertinge tussen 28 januari 1943 en den 6 september 1944."[6]

Na zijn veroordeling, in 1946, moest Six in hechtenis.

### Vrijlating
Aanvankelijk kreeg Six bij zijn veroordeling 15 jaar. Dit werd in 1947 (d.m.v. genade) verkort naar 10 jaar. Uiteindelijk kwam hij op 10 januari 1949 (na een gevangenisstraf van ongeveer 3 jaar) weer op vrije voeten. Hij ging weer in Vlamertinge wonen, alhoewel de plaatselijke politie als advies had gegeven dat er groot gevaar voor de staatsveiligheid en voor zijn eigen veiligheid zou bestaan als hij terug zou keren naar Vlamertinge.
Nadat hij vrijkwam hernam hij, onmiddellijk of met enige tussenpoos, het leven in zijn woning in Vlamertinge en bleef er wonen tot aan zijn dood. Hij werd begraven op het kerkhof van Vlamertinge in een graf met eeuwige vergunning, dat nu nog bestaat.

## Eerherstel
Op 9 juli 1969 werd Six volledig in ere hersteld. Later zou Camiel Parein (bekend verzetsman) hem "de beste oorlogsburgemeester die wij konden hebben" genoemd hebben.

## Onderscheidingen
Six werd onderscheiden met volgende eretekens:
- Oorlogsherinneringsmedaille 1914-1918 (België)
- Oorlogskruis (België)
- Vuurkruis
- Overwinningsmedaille (België)